# Briault (cratère martien)

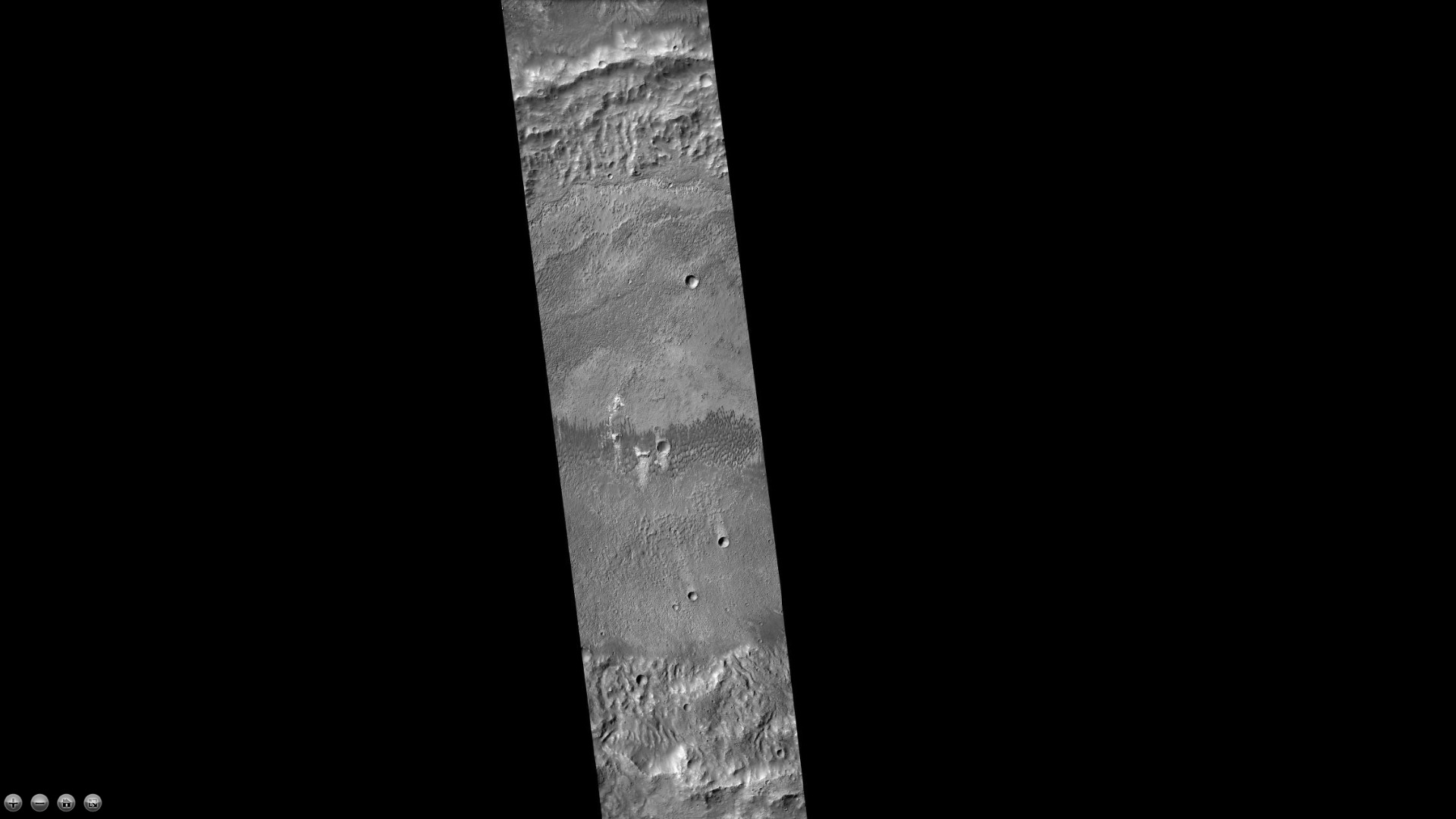
Cratère Briault en vue CTX (ou Color Transformation eXtension)

Briault est un cratère d'impact de 97 km de diamètre situé sur Mars dans le quadrangle d'Iapygia par 10,1° S et 89,6° E, dans la région de Tyrrhena Terra.